# Lee Ju-yeon
Lee Ju-yeon (Hangul: 이주연, Hanja: 李柱延, Hán-Việt: Lý Trụ Diên, Kana: ジュヨン, sinh ngày 15 tháng 1 năm 1998), thường được biết đến nghệ danh  Juyeon , là một nam ca sĩ, vũ công, người mẫu, MC người Hàn Quốc. Anh đảm nhận vị trí nhảy chính và hát phụ của nhóm nhạc nam nổi tiếng The Boyz do IST Entertainment thành lập và quản lý.

## Tiểu sử
Lee Ju-yeon sinh ngày 15 tháng 1 năm 1998 tại thành phố Gwangju, tỉnh Gyeonggi, là anh cả trong gia đình. Ngày bé từng là Chủ Tịch Hội Học Sinh ở trường Tiểu Học và được nhận bằng khen của Quốc Hội
Anh từng theo học tại trường trung học Seoul Samyook và từng thi đấu tại Giải bóng rổ thanh niên tỉnh Gyeonggi.
Khi đang cùng gia đình xem một buổi buổi diễn, thì giám đốc đã đến và đưa cho anh một danh thiếp, đó là cách mà anh được tuyển chọn

## Sự nghiệp

### Trước khi ra mắt
Năm 2015, Juyeon trở thành thực tập sinh của Cre.Ker entertainment và được đào tạo trong 2 năm 6 tháng trước khi ra mắt với The Boyz.
Tháng 1 năm 2017, anh từng xuất hiện trong MV "You Seem Busy" của Melody Day.
Cũng trong năm 2017, Juyeon và thành viên Younghoon cùng nhóm trở thành người mẫu cho Tuần lễ thời trang Seoul.
Tháng 7 năm 2017, anh và các thành viên khác được giới thiệu với tên gọi Cre.kerz thông qua các phương tiện truyền thông chính thức của công ty. Từ ngày 23 tháng 8 đến ngày 11 tháng 10 năm 2017, chương trình truyền hình thực tế đầu tiên của anh và các thành viên trong nhóm, Flower Snack lên sóng và ca khúc "I'm Your Boy" được phát hành. Ngày 28 tháng 10 năm 2017, nhóm tổ chức buổi gặp gỡ người hâm mộ đầu tiên "Heart to Heart" với 1.000 người hâm mộ.

### Cuối năm 2017- nay
The Boyz ra mắt vào ngày 6 tháng 12 năm 2017, ra mắt đĩa đơn đầu tiên "Boy", Juyeon giữ vị trí nhảy chính của nhóm.
Năm 2020, The Boyz trở thành quán quân của chương trình Road to Kingdom Mnet, giành vé đi tiếp vào Kingdom: Legendary war Mnet.
Năm 2021, The Boyz giành được vị tri á quân của chương trình Kingdom: Legendary War.

## Hoạt động cá nhân
Từ ngày 11 tháng 2 năm 2020 đến ngày 26 tháng 2 năm 2021, anh là người dẫn chương trình của chương trình âm nhạc The Show, cùng với Kim Min-kyu và Sihyeon (Everglow).
Tháng 7 năm 2021, Juyeon xuất hiện một mình trên tạp chí Elle tháng 7.
Tháng 8 năm 2021, Juyeon xuất hiện trên 4 bìa tạp chí tháng 8 của Dazed.
| Năm  | Kênh     | Tên                                  | Tập                 | Ghi chú |
| ---- | -------- | ------------------------------------ | ------------------- | ------- |
| 2018 | SBS      | Luật rừng                            | 344-348             |         |
| 2021 | MBC      | Hangout with Yoo                     | 82                  |         |
| 2021 | TVING    | Transfer Romance                     | phát sóng ngày 25/6 |         |
| 2021 | Chanel A | The Fishermen and the City seanson 3 | phát sóng ngày 12/8 |         |